# Mauro Galvano
Mauro Galvano (* 30. März 1964 in Fiumicino) ist ein ehemaliger italienischer Profiboxer, Europameister und Weltmeister der WBC im Supermittelgewicht.

## Karriere
Als Amateur wurde er 1984 Italienischer Meister im Mittelgewicht und 1985 Italienischer Meister im Halbschwergewicht. Bei den Europameisterschaften 1985 schied er im Achtelfinale gegen den finnischen Olympiateilnehmer Pekka Laasanen aus.
1986 bestritt er seinen ersten Profikampf. Beim Kampf um die Italienische Meisterschaft im Halbschwergewicht scheiterte er zweimal am späteren WM-Herausforderer Mwehu Beya. Im März 1990 gewann er die Europameisterschaft im Supermittelgewicht gegen den Briten Mark Kaylor und gleich darauf im Dezember 1990 die vakante WBC-Weltmeisterschaft gegen den Argentinier Dario Matteoni. Es folgten Titelverteidigungen gegen Ron Essett und Juan Ferreyra. Im Oktober 1992 verlor er den Titel durch t.K.o.-Niederlage an Nigel Benn. Auch im Rückkampf fünf Monate später musste er eine Niederlage hinnehmen.
Bis zu seinem Karriereende im März 1997 kam er noch zu vier Europameisterschaftskämpfen, unterlag dabei jedoch jeweils gegen Vincenzo Nardiello, Henry Wharton, Frédéric Seillier und Andrei Schkalikow.